# روديغر بون
روديغر بون (بالألمانية: Rüdiger Bohn)‏ هو موزع ألماني، ولد في 1960 في لوبيك في ألمانيا.

## وصلات خارجية
- روديغر بون على موقع ميوزك برينز (الإنجليزية)
- روديغر بون على موقع ديسكوغز (الإنجليزية)